# Chouchou – miláček Paříže
Chouchou – miláček Paříže (v originále Chouchou) je francouzský hraný film, který natočil režisér Merzak Allouache v roce 2003. V České republice film v roce 2004 vyšel na DVD.

## Děj
Choukri přezdívaný Chouchou je ilegální imigrant z Alžírska, který se vydává za politického uprchlíka z Chile. Přijíždí do Paříže, kde se ho na předměstí ujme kněz otec Léon a pomůže mu najít zaměstnání u psychoterapeutky Nicole Milovavichové, kde má uklízet a uvádět pacienty. Chouchou si svou přezdívku vysloužil zálibou v převlecích za ženu. Snaží se najít svého synovce a objeví ho v baru pro transvestity, kde vystupuje jako umělkyně Vanessa. Chouchou se zde seznámí se Stanislasem a zamilují se do sebe.

## Obsazení
| Gad Elmaleh      | Chouchou         |
| Alain Chabat     | Stanislas        |
| Claude Brasseur  | otec Léon        |
| Julien Courbey   | Ikea             |
| Catherine Frot   | psychoterapeutka |
| Roschdy Zem      | bratr Jean       |
| Arié Elmaleh     | Vanessa          |
| Yacine Mesbah    | Djamila          |
| Jean-Paul Comart | komisař Molino   |
| Dany Danh        | Cyprien          |